# Oldřich Vlasák (zápasník)
Oldřich Vlasák (* 12. listopadu 1949) je bývalý československý reprezentant v zápasu, volnostylař. V roce 1972 na olympijských hrách v Mnichově vypadl v kategorii +100 kg ve druhém kole. Roku 1973 vybojoval šesté místo na mistrovství světa. V roce 1972 vybojoval páté a v roce 1980 šesté místo na mistrovství Evropy. Čtyřikrát se stal mistrem Československa.